# Stanislav Hladčenko
Stanislav Hladčenko (* 14. září 1994 Minsk, Bělorusko) je běloruský akrobatický lyžař-skokan. Začínal se skoky na trampolíně a s akrobatickými skoky do vody pod vedením Vladimira Daščinského. Akrobatickým skokům na lyžím se věnuje v pod vedením Nikolaje Kozenka. V běloruské reprezentaci se pohybuje od roku 2011. Světový pohár objíždí pravidelně od sezony 2015/16. V roce 2018 obsadil 6. místo na olympijských hrách v Pchjongčchangu.